# 刘新红
劉新紅（英語：Joseph Liu Xinhong，1964年—，聖名：若瑟），是天主教中國籍愛國會自選自聖主教，曾被教宗絕罰，2018年9月22日獲教宗方濟各赦免。現任安慶總教區總主教。

## 生平
劉新紅出生於1964年的中國安徽省阜陽市。於畢業於上海佘山修院，並於1990年11月18日晉鐸。曾在蚌埠、宿州、安慶、合肥等堂區擔任主任司鐸。
2005年11月，他被推選為安徽教區主教委選人。2006年5月3日，劉新紅未經聖座准許，由中國官方組織愛國會安排自選自聖。在蕪湖聖若瑟主教座堂由南昌總教區總主教吳仕珍祝聖晉牧。並且，自稱是接替剛去世的自選自聖朱化宇，出任安徽教區正權主教。事後，因為劉新紅在未獲得時任教宗本篤十六世准許，自選自聖違反《天主教法典》被絕罰。
2018年9月22日，中梵就主教任命權達成協議。時任教宗方濟各赦免了七名自選自聖的主教，而劉新紅是其中之一。